# 1895-ös argentin labdarúgó-bajnokság (első osztály)
Az 1895-ös Primera División volt a 4. alkalommal megrendezett, legmagasabb szintű labdarúgó-bajnokság Argentínában.
A címvédő a Lomas volt. A bajnokságot újra a Lomas csapata nyerte meg, a bajnokság történetében harmadjára.

## Tabella
| Hely. | Csapat                           | M  | Gy | D | V | G+ | G– | Gk | P  | Továbbjutás vagy kiesés |
| ----- | -------------------------------- | -- | -- | - | - | -- | -- | -- | -- | ----------------------- |
| 1.    | Lomas (B)                        | 10 | 8  | 2 | 0 |    |    | —  | 18 | Bajnokcsapat            |
| 2.    | Lomas Academy                    | 10 | 6  | 1 | 3 |    |    | —  | 13 |                         |
| 3.    | Flores                           | 10 | 6  | 0 | 4 |    |    | —  | 12 |                         |
| 4.    | Retiro                           | 10 | 3  | 1 | 6 |    |    | —  | 7  |                         |
| 5.    | Buenos Aires English High School | 10 | 2  | 1 | 7 |    |    | —  | 5  |                         |
| 6.    | Quilmes Rovers                   | 10 | 2  | 1 | 7 |    |    | —  | 5  |                         |